# São Gotardo (ort)
São Gotardo är en ort i Brasilien.   Den ligger i kommunen São Gotardo och delstaten Minas Gerais, i den sydöstra delen av landet, 400 km sydost om huvudstaden Brasília. São Gotardo ligger 1 063 meter över havet och antalet invånare är 34 145.
Terrängen runt São Gotardo är platt västerut, men österut är den kuperad. Det finns inga andra samhällen i närheten.
Omgivningarna runt São Gotardo är huvudsakligen savann. Runt São Gotardo är det mycket glesbefolkat, med 2 invånare per kvadratkilometer.